# Potentilla serrata
Potentilla serrata es una especie de planta del género Potentilla, perteneciente a la familia Rosaceae.

## Taxonomía
Potentilla serrata fue descrita por Jiří Soják en 1986.

## Distribución
Se encuentra en el territorio de Mongolia.